# Camille Pelletan
Pour les articles homonymes, voir Pelletan.
Charles Camille Pelletan, né le 23 juin 1846 à Paris où il est mort le 4 juin 1915, est un historien, journaliste et homme politique français.

## Biographie
Camille Pelletan est le fils d'Eugène Pelletan (1813-1884), le frère d'André Pelletan (1848-1909) et par le mariage de sa sœur Geneviève Pelletan le beau-frère de Georges Coulon.
Ancien élève du lycée Louis-le-Grand, puis de l'École impériale des chartes (sa thèse d'archiviste paléographe portait sur les chansons de geste), diplômé en droit, ami des poètes du Parnasse contemporain (Léon Valade, Émile Blémont, Charles Cros, Paul Verlaine…) et poète lui-même, il devient à vingt ans un journaliste très impliqué dans la critique du régime de l'empereur Napoléon III, notamment à La Tribune et au sein de la rédaction du journal hugolien Le Rappel. Pour ce titre, il participe à l'inauguration du Canal de Suez en 1869, comme journaliste.

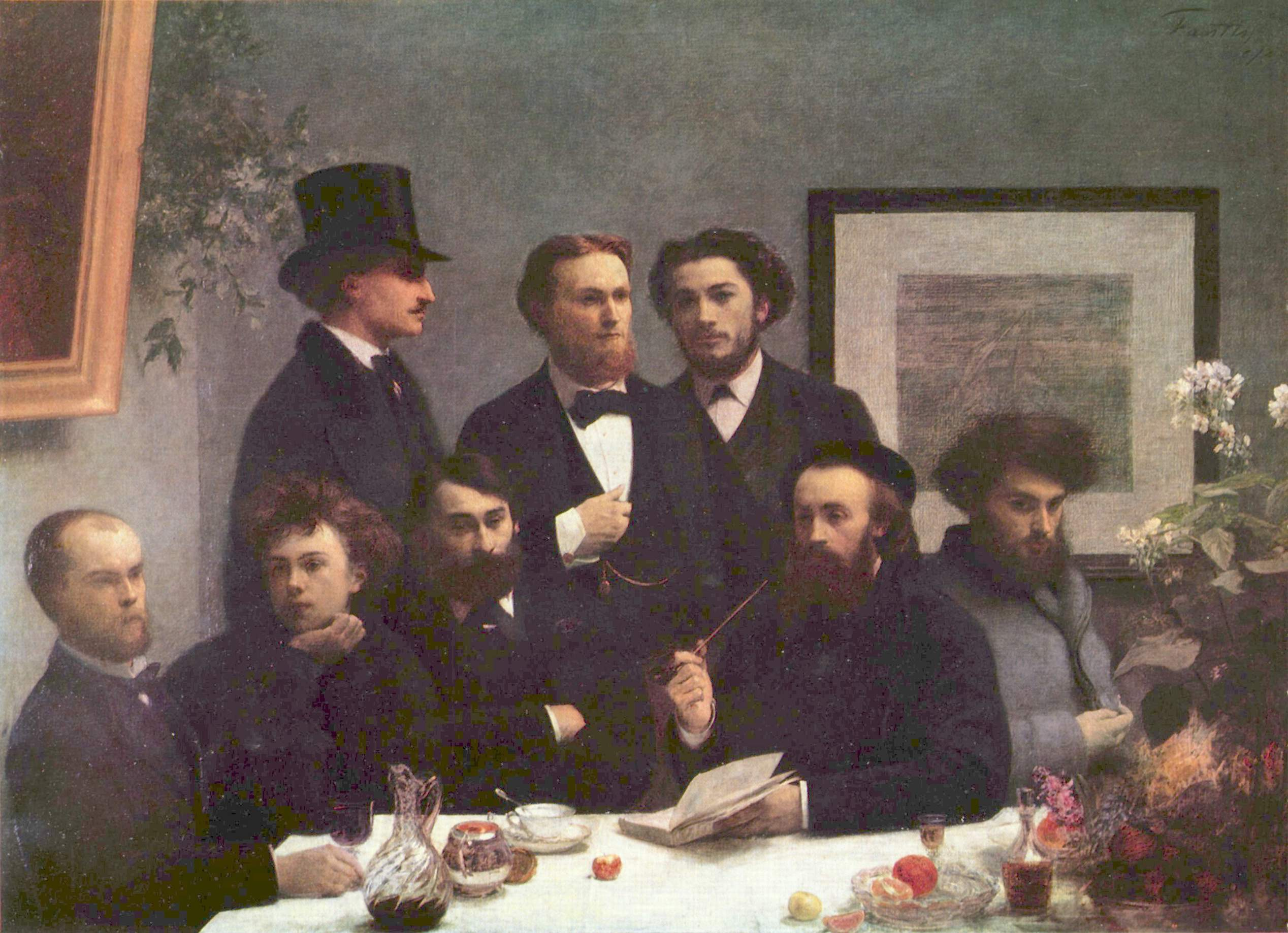
Un coin de table, 1872
Henri Fantin-Latour
Musée d'Orsay

En 1871-1872, Pelletan, qui était déjà ami avec Verlaine, fréquente le célèbre dîner des "Vilains Bonshommes" où il rencontre Arthur Rimbaud lors de son arrivée à Paris (la fameuse soirée où celui-ci lit "Le Bateau ivre"). Ce qui lui permet de figurer dans l'un des tableaux les plus célèbres de l'époque : Le Coin de table de Henri Fantin-Latour (conservé au Musée d'Orsay). Vêtu de gris, il est assis à l’extrême droite. Largement barbu et à la tignasse importante ("le plus terrible buisson de cheveux", dira-t-il lui-même). Ce tableau est devenu depuis – du fait du portrait de Rimbaud – l'une des plus célèbres œuvres picturales de l'histoire littéraire française. On sait par ailleurs que Pelletan a participé à une collecte organisée par Verlaine pour financer la venue et le séjour de Rimbaud à Paris.
Dans la même période, Camille Pelletan rejoint le groupe dit des "Zutistes" : ce groupe littéraire à la fois expérimental et audacieux, qui comprenait outre Pelletan, Rimbaud et Verlaine, Valade, Mérat, les frères Cros ou Cabaner, est une forme de dissidence du groupe des "Vilains-Bonshommes". Par chance, "L'Album zutique", sorte de journal de bord de cette communauté de poètes, recueil d'une trentaine de feuillets, a été conservé (il est réédité en GF) ; il comprend des dessins – parfois obscènes –, caricatures et des textes d'une grande importance, notamment certains poèmes de Rimbaud et Verlaine. Pelletan a activement participé à ce groupe et a contribué à certains textes. Pelletan restera proche de Rimbaud, qu'il fréquentera durant ses premiers séjours parisiens (rue Racine avec Ernest Cabaner et rue Campagne-Première avec Forain). Il ne semble pas que Rimbaud et Pelletan se soient revus par la suite.
Reçu maçon le 11 avril 1870 à la loge La Mutualité 190, il est un « frère » respecté mais peu assidu[réf. nécessaire]. Après la guerre franco-allemande de 1870, il est l'un des principaux meneurs des radicaux « intransigeants » et s'oppose avec Clemenceau aux républicains « opportunistes » qui suivent Léon Gambetta.
À partir de 1879, il travaille avec succès à l'amnistie des communards. Ayant quitté la rédaction du Rappel, il devient le rédacteur en chef du journal de Clemenceau, La Justice, créée par celui-ci en janvier 1880.

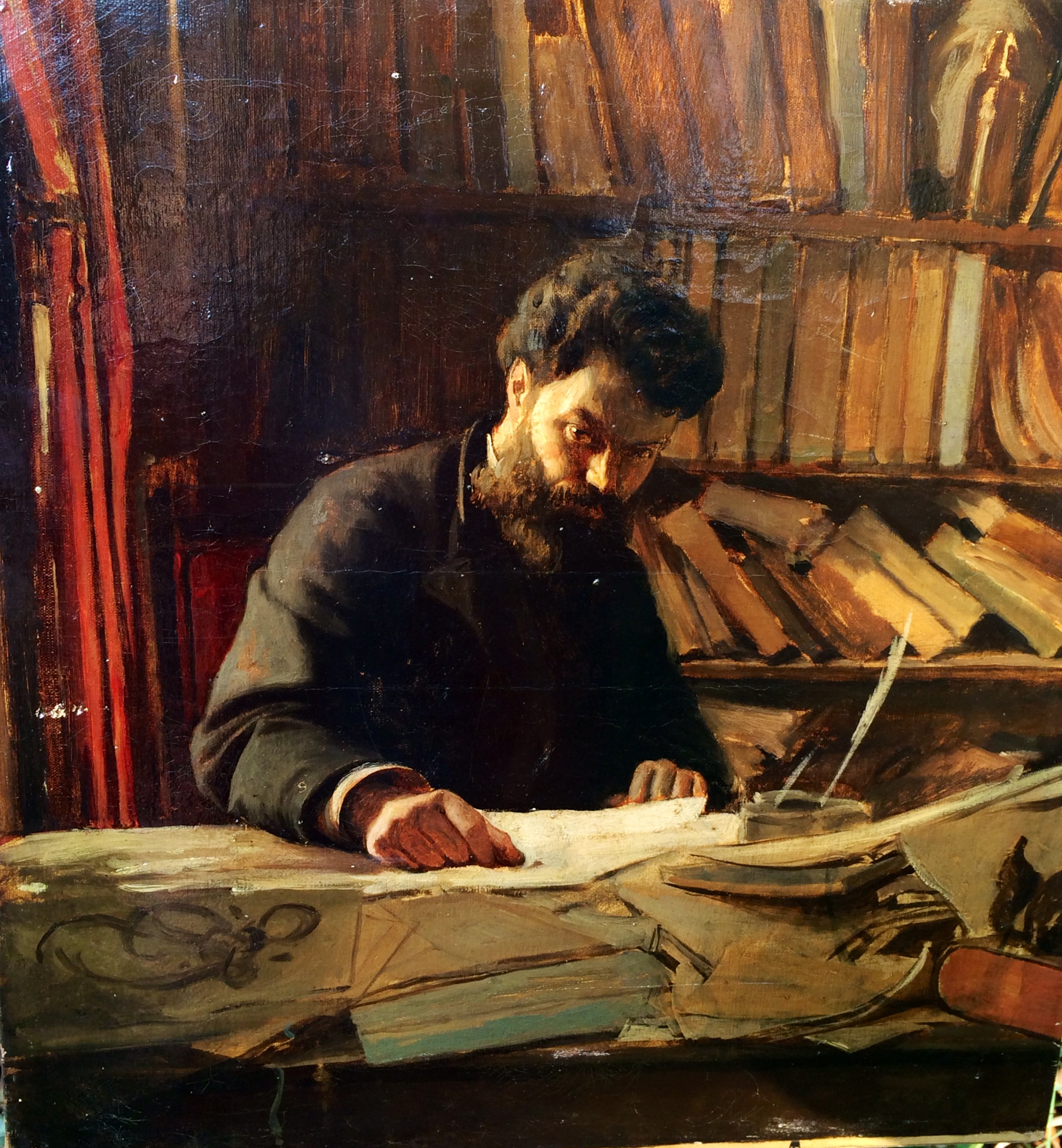
Portrait de Camille Pelletan par Louis Welden Hawkins vers 1880.

Il est député des Bouches-du-Rhône de 1881 à 1912, puis sénateur des Bouches-du-Rhône de 1912 à 1915. En juillet 1885, il s'oppose à Jules Ferry en se déclarant adversaire de toute expansion coloniale. Il mène ensuite le combat contre le boulangisme. Il devient membre du Parti radical-socialiste dès sa création en 1901 (il rédige et lit le rapport de fondation) et en incarne l'aile la plus avancée, dénonçant la « nouvelle féodalité industrielle » et refusant tout ennemi à gauche, bien que se distinguant nettement du collectivisme.
Le 23 juin 1901, il déclare ainsi :
« Ce qui nous sépare des socialistes collectivistes, c'est notre attachement passionné au principe de la propriété individuelle, dont nous ne voulons ni commencer, ni même préparer la suppression.

Nous n'entendons le céder à personne quand il s'agira d'assurer (…) les retraites de la vieillesse (…). Notre système d'impôts reste léger aux riches, lourd aux pauvres, pesant surtout sur la masse des cultivateurs qui forment la majorité et la force du pays. Nous voulons, avant tout, l'établissement de cet impôt progressif sur le revenu qui décharge tous les travailleurs et qui sera particulièrement le grand dégrèvement des villages. Nous voulons, d'une façon générale, la réforme de ce système vieilli, notamment la réforme de la contribution foncière et des taxes qui immobilisent la propriété rurale. Ajoutez une véritable égalité devant le service militaire réduit à deux ans.

Voilà les grandes lignes du programme. Pour sa réalisation, nous attendons tout du suffrage universel en possession de lui-même. »

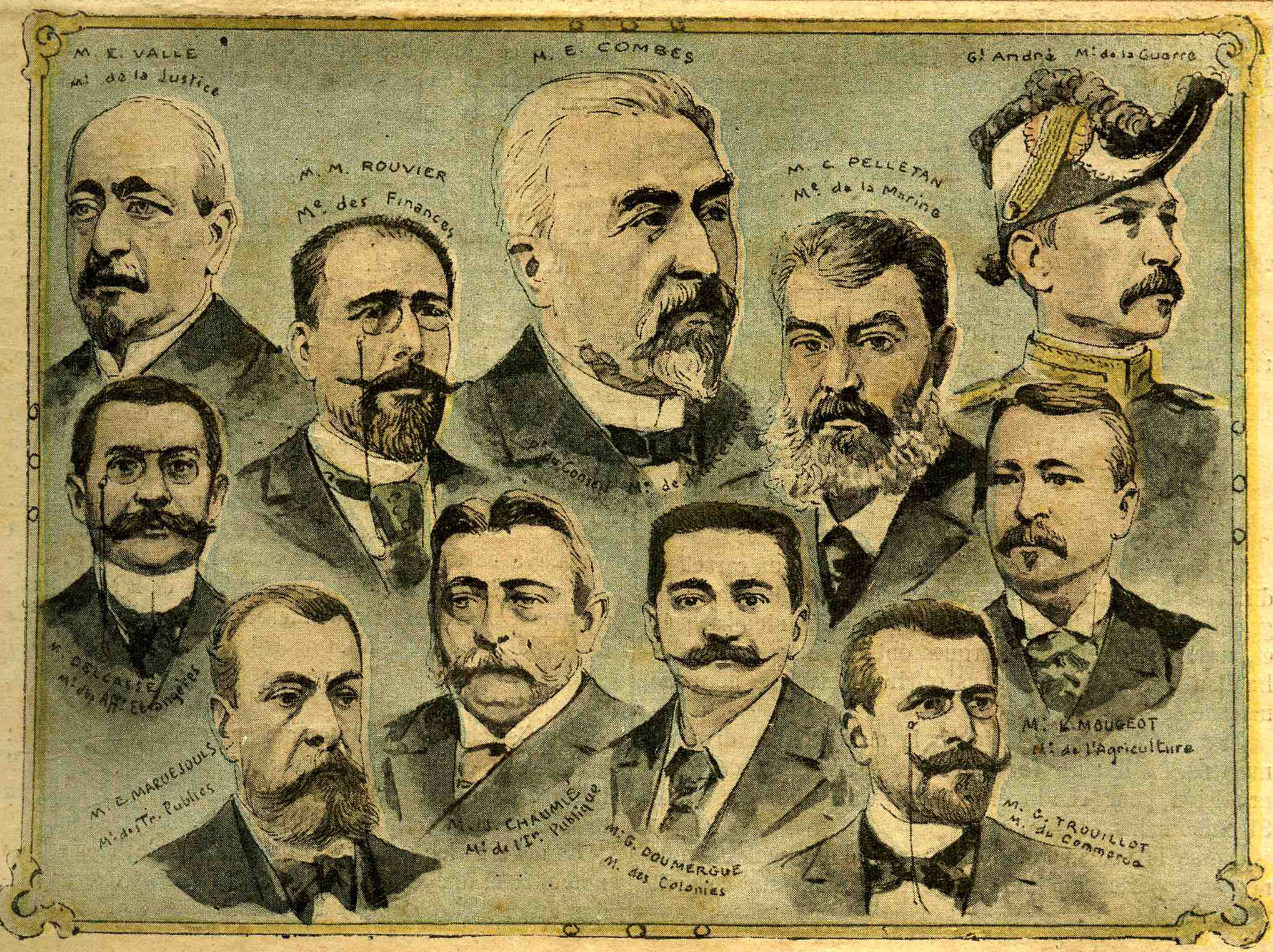
Le gouvernement Émile Combes, 1902.

Après l'affaire Dreyfus, il est ministre de la Marine de juin 1902 à janvier 1905 dans le cabinet Émile Combes, dont il est une des personnalités majeures. Très influencé par les théories de la Jeune École de l'amiral Aube, et à l'encontre des enseignements de l'affaire de Fachoda en 1899, il freine la construction des cuirassés décidée lors du « programme de 1900 » et multiplie le nombre des torpilleurs et des sous-marins.
Par l'important décret du 7 octobre 1902, il crée le corps des administrateurs des Affaires Maritimes. Il favorise les carrières des jeunes officiers issus de famille modestes, des officiers sortis du rang et des officiers mécaniciens, jusqu'alors tenus en mépris par ceux issus de l'École navale[réf. nécessaire]. Il introduit la journée de huit heures dans les arsenaux. Durant les grandes grèves de Marseille en 1904, il montre une sympathie prononcée pour les revendications et les méthodes socialistes des grévistes. Sa politique est très critiquée, y compris par les radicaux entrés en dissidence contre le gouvernement Combes, à savoir ses prédécesseurs Jean-Marie de Lanessan et Édouard Lockroy et le futur président de la République Paul Doumer. Une controverse violente s'ensuit, et il devient une cible privilégiée pour les caricaturistes, qui moquent sa pilosité broussailleuse et son manque d'élégance. Ses adversaires s'inquiètent du risque d'affaiblissement de la Marine et de destruction de la discipline. La création d'une commission d'enquête extra-parlementaire est décidée par la Chambre des députés, mais après quelques auditions celle-ci cesse de se réunir et ne remet pas de rapport final.
Aujourd'hui encore, l'action de Camille Pelletan en tant que Ministre de la Marine reste très critiquée parmi les milieux militaires maritimes. Son application des théories de la Jeune École et de son inspirateur, l'amiral Aube, au moment où celles-ci sont de plus en plus discréditées, ont en effet conduit à remplir les ports français et algériens, aussi bien militaires que civils, de petits torpilleurs « numérotés » dont la longueur n’excède pas 27 à 38 mètres suivant la classe, dont le franc-bord est trop faible pour opérer en haute mer et qui pour partie sont incapables de mener à bien les missions qui leur sont dévolues. Les décisions de Camille Pelletan en tant que Ministre de la Marine contribuent ainsi au retard que la Marine Française accumule à partir du milieu des années 1880 et lui font pour partie rater la « révolution » du Dreadnought et son concept du « All big guns »[réf. nécessaire].

En 1919, l'amiral américain Bradley A. Fiske écrit, dans son autobiographie, à propos de Camille Pelletan ministre de la Marine : 
« Instead of being a friend of the people, as so many French people thought, Camille Pelletan by his course was more dangerous to them than all the German spies in France put together. Camille Pelletan's course did more to break down the defense of the French Republic than a half a million German troops could have done. »
— Bradley A. Fiske, From midshipman to rear admiral

« Au lieu d’être un ami du peuple, comme beaucoup de Français se complaisent à le voir, Camille Pelletan, de par son action, s'est révélé plus dangereux, pour eux, que tous les espions allemands réunis. Le ministère de Camille Pelletan aura plus sûrement éreinté la défense de la République Française que 500 000 soldats allemands ne l’auraient fait ! »
— From midshipman to rear admiral
La carrière ministérielle de Camille Pelletan débute et prend fin avec le cabinet Combes. Il n'a été ministre qu'une seule fois, ce qui est exceptionnel sous la Troisième République pour un personnage politique de son envergure. On peut y voir une preuve de son intégrité politique et de son refus de toute compromission, mais aussi une conséquence de sa marginalisation politique et des polémiques nées de son passage rue Royale.

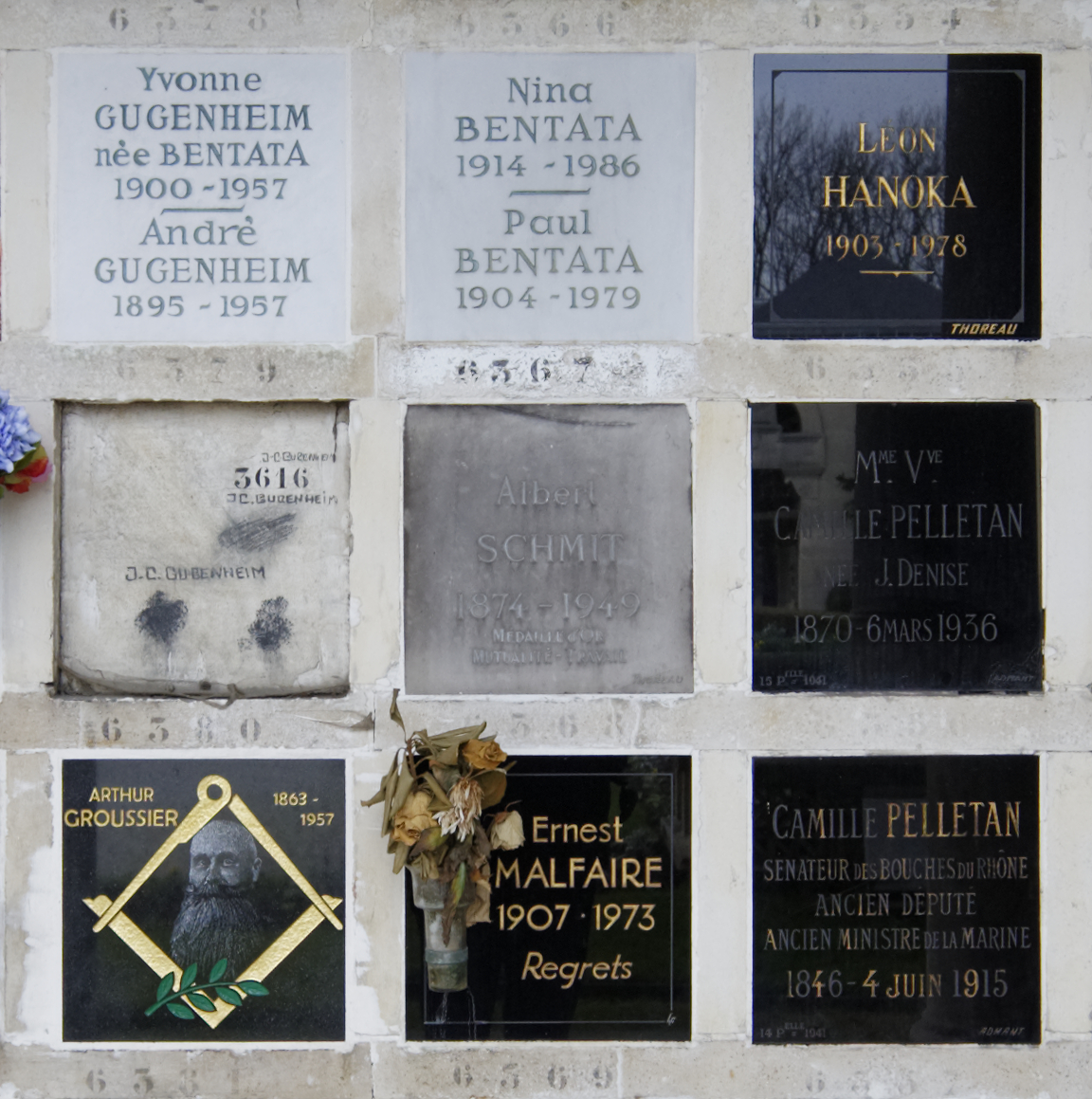
Case au columbarium du Père-Lachaise.

Très anticlérical, il vote le 3 juillet 1905 la loi de séparation des Églises et de l'État. Il incarne la résistance à la dérive opportuniste du radicalisme, et se montre un défenseur ardent de la stratégie du bloc des gauches (« pas d'ennemi à gauche »). Le 8 juillet 1905, les congressistes du Parti républicain, radical et radical-socialiste (PRRRS) le nomment par acclamation membre du comité exécutif de cette formation politique. Président du parti en 1906-1907, il est à nouveau candidat en 1913 mais est battu par Joseph Caillaux, qui incarne une nouvelle génération.
Pelletan vit pendant une trentaine d'années en concubinage avec une femme excentrique, grande amie des poètes et hommes de lettres, Juliette Philippe (leur histoire inspire très librement le roman de Paul Baquiast : Les cerisiers de la Commune [L'Harmattan, 2014]). Après son décès, il se marie tardivement, en 1903, alors qu'il est ministre, avec une jeune institutrice de vingt-quatre ans sa cadette, Joséphine Denise dont le frère Paul Denise, fait beaucoup pour la perpétuation de la mémoire de Pelletan). La presse de gauche salue ce « mariage démocratique ». Le couple est resté sans enfant.
Camille Pelletan meurt subitement en son domicile, 88 rue de l'Université dans le 7e arrondissement de Paris le 4 juin 1915. Ses cendres sont conservées au columbarium du Père-Lachaise (case 6356, 87e division), où elles voisinent avec celles de son épouse.
Par le biais des mariages du frère et des sœurs de Pelletan, l'arbre généalogique familial ne compte pas moins de onze parlementaires, parmi lesquels Georges Bonnet et Michel Debré.

## Hommages

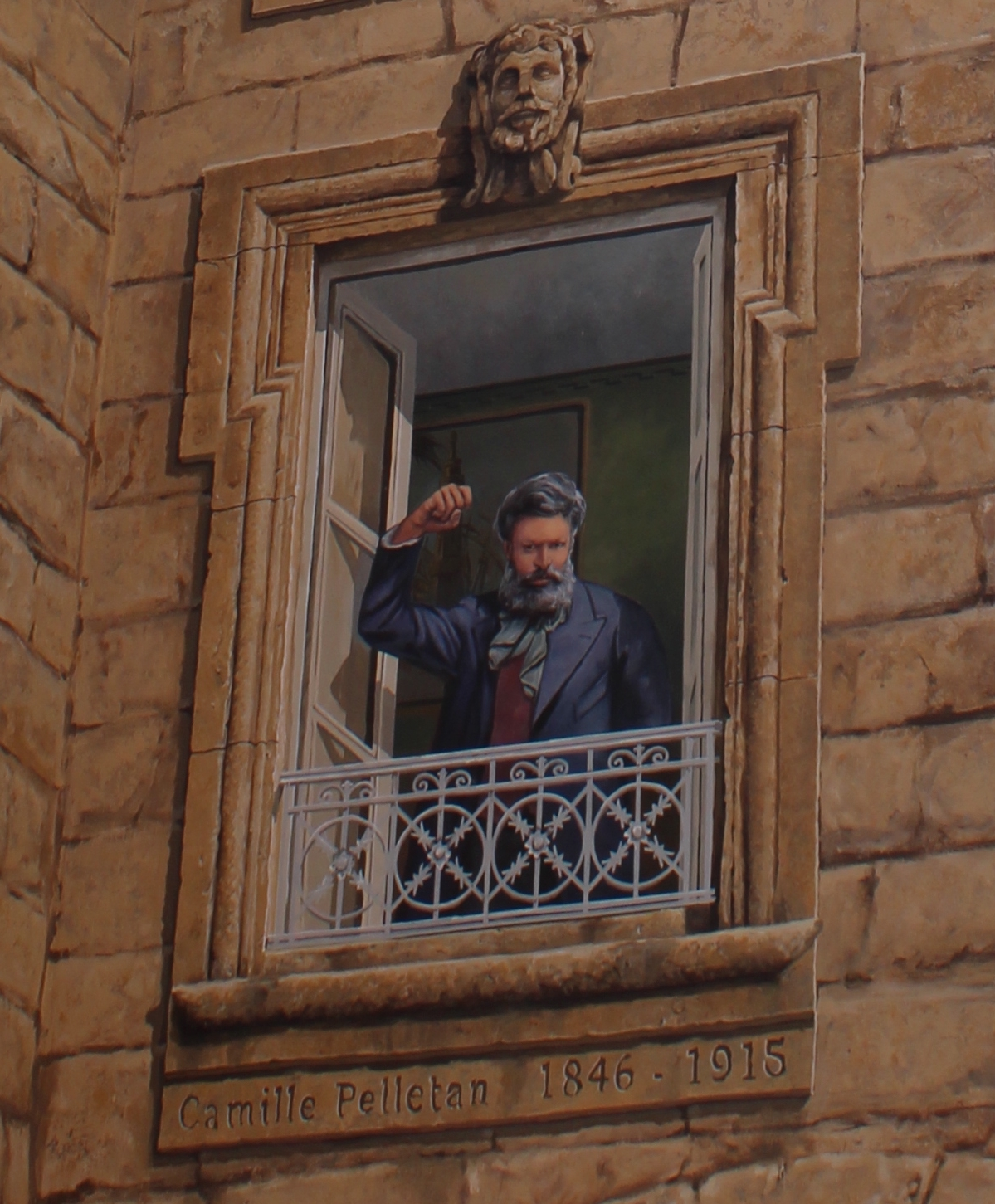
Portrait de Camille Pelletan en trompe-l'œil sur une façade du château d'Empéri à Salon-de-Provence.

Dans l'Entre-deux-guerres, une cérémonie à sa mémoire est organisée chaque année au columbarium du Père-Lachaise.
En septembre 1923, un monument avec une statue de Camille Pelletan (1922) réalisée par le sculpteur marseillais Auguste Carli (1868-1930) est inaugurée à Salon-de-Provence sur le Cours Carnot, puis déplacée en 1964 sur la place de La Ferrage. Dans cette même ville, une peinture murale en trompe-l'œil achevée en 2017 le représente dans l'encadrement d'une fenêtre sur la façade du château de l'Empéri. De nombreuses municipalités ont rendu hommage à Camille Pelletan en attribuant son nom à une voie de leur commune.
Son nom a aussi été donné au Parti radical-socialiste Camille Pelletan, scission « de gauche » du PRRRS effectuée en 1934 par Gabriel Cudenet en réaction à la participation de plusieurs radicaux au cabinet Doumergue.

## Publications
- Les Associations ouvrières dans le passé (1874)
- Le Théâtre de Versailles, l'Assemblée au jour le jour (1875)
- Le Comité central et la Commune (1879)
- La Semaine de Mai (1880) (en ligne sur Wikisource) ; réédition actualisée et commentée par Michèle Audin, éditions Libertalia, 2022, 580 p.  (ISBN 978-2-3772-9251-6)
- Georges Clemenceau (1883)
- Les Guerres de la Révolution (1884)
- De 1815 à nos jours (1892)
- Poèmes secrets (publiés en 1997 par Paul Baquiast, Maison de poésie)

## Annexes

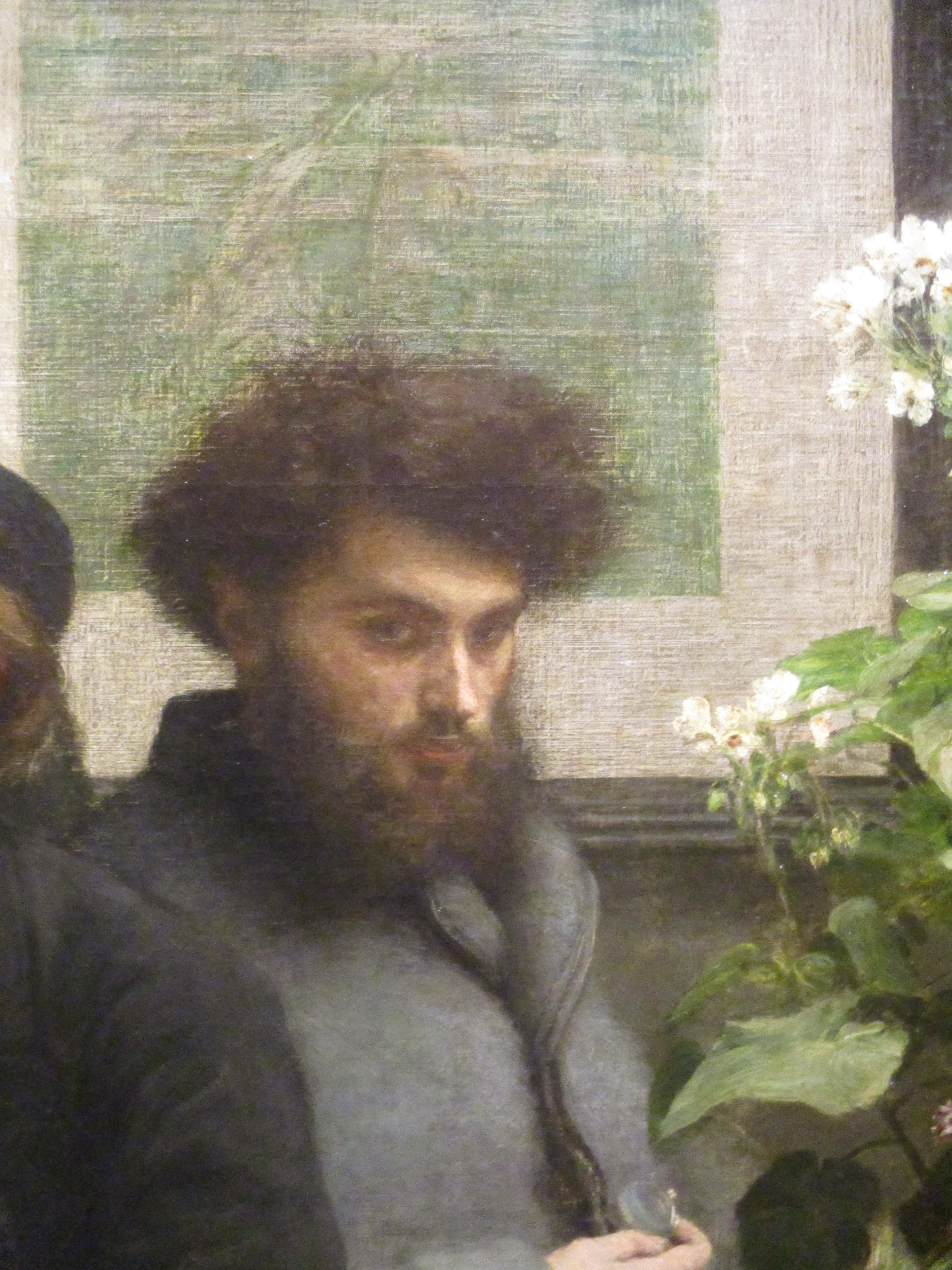
Détail dUn coin de table (1872) de Fantin-Latour : Camille Pelletan.